# Maurice Jordan
Pour les articles homonymes, voir Jordan.
Maurice Napoléon Robert Charles Jordan, né le 24 août 1899 à Orléans et mort le 31 décembre 1976 à Antibes, est une personnalité du monde industriel français, président-directeur général de Peugeot.

## Biographie
Né dans une famille de tradition protestante, il est le fils du général Charles Jordan (1873-1964) et de Marie-Antoinette Gallay. Père de trois enfants, sa fille Bénita se maria avec Jérôme Peignot, puis avec Bertrand Poirot-Delpech.
Élève à l'école des Roches, il devient ingénieur civil des mines après sa scolarité à l'école des mines de Paris. Il rentre dès 1924 chez Automobiles Peugeot : directeur général adjoint en 1933, puis vice-président, et enfin président-directeur-général en 1964, après avoir été le fidèle bras droit de Jean-Pierre Peugeot, mort en 1966, à partir de 1927. Il restera PDG de Peugeot jusqu'en 1973 et deviendra président de la holding PSA dès sa constitution en 1965 (il en sera président d'honneur de 1972 à 1976).
On doit à Maurice Jordan la stratégie de Peugeot à l'après-guerre, fondée sur la conception d'automobiles moyennes haut-de-gamme : la 203, lancée en 1948, est immédiatement un succès commercial, qui sera suivi de celui de la 404, lancées en 1960.
Il a reçu la croix de guerre 1914-1918 et a été élevé à la dignité de commandeur de la Légion d'honneur.